# Josef Vinklář
Josef Vinklář (10. listopadu 1930 Podůlší – 18. září 2007 Praha) byl český herec, člen činohry Národního divadla.

## Životopis
Pocházel z rodiny zedníka Josefa Vinkláře. Rodina, do níž patřil ještě Josefův starší bratr Zdeněk, žila v malém pronajatém domku, ten však vyhořel. Vinklářovi se poté odstěhovali do Prahy na Smíchov. Matka Julie se zde stala domovnicí. Své dětství prožil malý Pepík s kamarády v zahradě Kinských. Do poklidného dospívání však zasáhla válka, během níž byl Vinklářův otec uvězněn jako předválečný člen KSČ. Matka projevila statečnost a i přesto zavedla Josefa do Dismanova dětského souboru, který hrál také divadlo.
Narodil se 10. listopadu 1930, ale když mu v roce 1946 farář vystavoval duplikát rodného listu, tak spletl datum narození jeho a jeho bratra a uvedl nesprávné datum narození 14. listopadu.
Po absolvování měšťanské školy nastoupil do jednoročního učebního kursu (1945) a současně začal hrát v Dismanově rozhlasovém dětském souboru. Již v roce 1945 vystoupil jako host v Divadle satiry a hrál zde i v sezoně 1945/1946. V letech 1946 až 1948 byl angažován Janem Werichem do Divadla Voskovce a Wericha, poté působil v pardubickém Východočeském divadle (1948 až 1950).
Od srpna roku 1950 až do července roku 1983 ztvárnil řadu dramatických rolí v pražském Realistickém divadle Zdeňka Nejedlého (s výjimkou let 1951 až 1953, kdy absolvoval základní vojenskou službu). V roce 1951 přednesl Píseň o straně Stanislava Neumanna k narozeninám Klementa Gottwalda. V letech 1981 a 1983 hostoval v pražském Národním divadle a 1. srpna 1983 se stal řádným členem jeho činohry. Poté ještě hostoval v různých divadlech, např. v Divadle na Vinohradech v roce 1996 ve hře Friedricha Dürrenmatta Návštěva staré dámy.
Ztvárnil na stovky filmových i divadelních rolí. Mezi nejznámější televizní role patří inspektor Bouše v seriálech Hříšní lidé města pražského a Panoptikum Města pražského a doktor Cvach v televizním seriálu Nemocnice na kraji města.
Byl třikrát ženatý – poprvé s herečkou Janou Dítětovou. S ní měl syna Jakuba Vinkláře (*1955), malíře a výtvarníka. A poté se dvakrát oženil s herečkou Ivankou Devátou. Jim se narodil syn Adam Vinklář (*1970). V roce 2000 získal Cenu Františka Filipovského za celoživotní dílo v oblasti dabingu. Vydal vlastní biografii Pokus o kus pravdy.
Josef Vinklář zemřel 18. září 2007 ve vinohradské nemocnici na rakovinu plic ve věku 76 let. Pohřben byl v rodinném hrobě na hřbitově v Libuni. 

## Role (výběr)

### Divadelní role
- Strakonický dudák (1954)
- Romeo a Julie (1955)
- Idiot (1964)
- O myších a lidech (1965)
- Bratři Karamazovi (1967)
- Jan Hus (1968)
- Dva na koni, jeden na oslu (1971)
- Oldřich Daněk: Válka vypukne po přestávce (1978)
- Letní hosté (1981), Sergej Basov
- Strakonický dudák (1983), Pantaleon Vocílka
- Noc pastýřů (1983), Kašpar Zachar
- Dnes ještě zapadá slunce nad Atlantidou (1985), Vladař
- Výnosné místo (1985), Dosužev
- Věc Makropulos (1985), Advokát dr.Kolenatý
- Fidlovačka aneb Žádný hněv a žádná rvačka (1986),Andreas Jammerweil
- Zvláštní řízení (1986), Dr. Šrámek
- Tartuffe (1988), Orgon
- Dantonova smrt (1989), Simon
- Ze života hmyzu (1990)
- Král Lear (1991), titulní role
- Rok na vsi (1993), Starosta
- Ženitba (1994), Nenažraný
- Doktor Fišer ze Ženevy (1996), titulní role
- Běsi (1997), Tichon
- Bloudění (1998), Jan Rudolf Trčka
- Obsluhoval jsem anglického krále (1998), Hoteliér I.,II.,III.
- Komik (2001), Billy Rice
- Lucerna (2001), Ivan
- Poslední páska (2003), Krapp
- Naši furianti (2004), Petr Dubský
- Zvony (2006), Babička

## Filmografie

### Film
- 1946 Nezbedný bakalář
- 1947 Nikola Šuhaj
- 1954 Dnes večer všechno skončí
- 1954 Stříbrný vítr
- 1956 Hrátky s čertem
- 1957 Ročník 21
- 1958 Cesta zpátky
- 1959 Princezna se zlatou hvězdou
- 1959 105% alibi
- 1964 Atentát
- 1970 Partie krásného dragouna
- 1971 Smrt černého krále
- 1971 Vražda v hotelu Excelsior
- 1971 Pěnička a Paraplíčko
- 1977 Hop – a je tu lidoop
- 1978 Pod Jezevčí skálou
- 1978 Tajemství Ocelového města
- 1978 Vražedné pochybnosti
- 1978 Pumpaři od Zlaté podkovy
- 1979 Koncert na konci léta
- 1979 Pátek není svátek
- 1981 Hadí jed
- 1982 Šílený kankán
- 1985 Atomová katedrála
- 1985 Poločas štěstí
- 1985 Mravenci nesou smrt
- 1985 Tísňové volání
- 1986 Dva na koni, jeden na oslu
- 1986 Pěsti ve tmě
- 1989 Evropa tančila valčík
- 1993 Kanárská spojka
- 1996 Passage
- 2002 Andělská tvář

### Televize
- 1974 Štafle (TV komedie) – role: Karel Rubeš
- 1975 Raněný lučištník (TV film) – role: šofér Standa Fajt
- 1976 Značka "Svobodný otec" (TV komedie) – role: Křikava, bývalý manžel Květy Suchomelové
- 1988 Hodina angličtiny (TV inscenace hry) – role: instalatér

### Televizní seriály
- 1968 Hříšní lidé města pražského
- 1968 Sňatky z rozumu
- 1974 Byl jednou jeden dům
- 1974 30 případů majora Zemana
- 1975 Chalupáři
- 1977 Nemocnice na kraji města
- 1977 Žena za pultem
- 1979 Dnes v jednom domě
- 1982 Doktor z vejminku
- 1984 My všichni školou povinní
- 1984 Sanitka
- 1986 Panoptikum města pražského
- 1988 Rodáci
- 1989 Dobrodružství kriminalistiky
- 1989 Případ pro zvláštní skupinu
- 1992 Náhrdelník
- 1995 Život na zámku
- 2003 Nemocnice na kraji města po dvaceti letech
- 2004 Náměstíčko – role: Lopušný
- 2005 Náves
- 2006 Příkopy
- 2007 Hraběnky

### Rozhlasové role
- 1983 – Miroslav Krleža: Leda - Československý rozhlas Praha, role: Klanfar, režie: Jan Lorman
- 1991 Tři veteráni. Na motivy Jana Wericha napsala Helena Sýkorová. Hráli: Ladislav Mrkvička, Karel Heřmánek, Alois Švehlík, Věra Kubánková, Jitka Molavcová, Yvetta Blanarovičová, Josef Vinklář, Michaela Kuklová, Jiří Lír, Jiří Binek, Antonín Hardt, Dagmar Weinlichová a František Němec. Hudba Miroslav Kořínek. Dramaturgie Eva Košlerová. Režie Karel Weinlich.
- 1994 - Oldřich Daněk: Vzpomínka na Hamleta, Český rozhlas, hráli: Královna norská (Marta Vančurová), Klaudius (Josef Vinklář), Horatio (Lukáš Hlavica), Kapitán (Jiří Klem) a hlášení a odhlášení (Hana Brothánková), dramaturgie: Oldřich Knitl, režie: Josef Henke[6]
- 2021 - Théophile Gautier: Mrtvá milenka, Český rozhlas, režie: Dimitrij Dudík